# Ildebrando D’Arcangelo

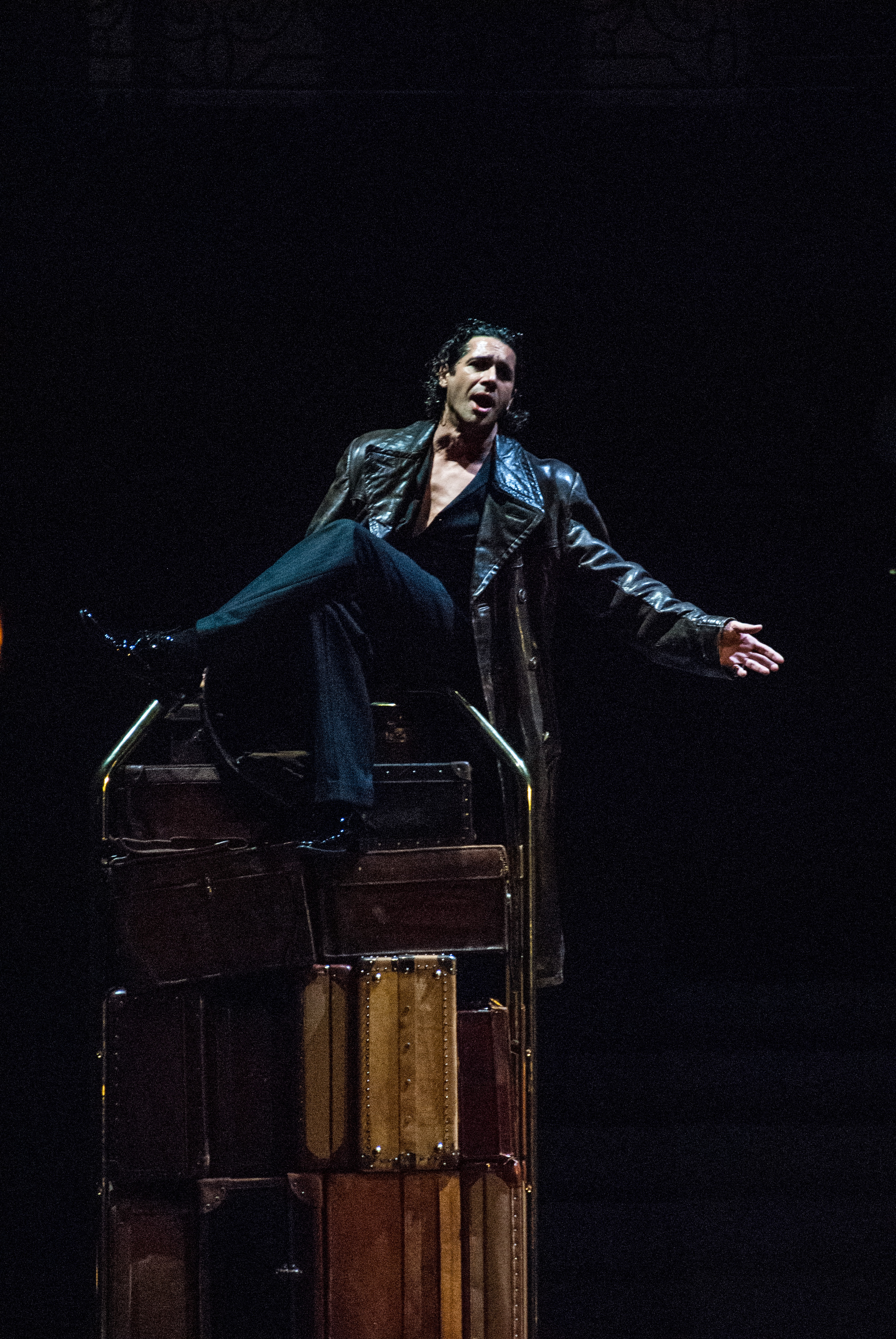
Als Don Giovanni
bei den Salzburger Festspielen 2014

Ildebrando D’Arcangelo (* 14. Dezember 1969 in Pescara, Italien) ist ein italienischer Opernsänger in den Stimmlagen Bariton und Bass.

## Leben
D’Arcangelo begann sein Gesangsstudium 1985 bei Maria Vittoria Romano und setzte es dann in Bologna bei Paride Venturi fort. Er singt an namhaften Opernhäusern wie an der Metropolitan Opera in New York, an der Mailänder Scala, am Royal Opera House Covent Garden in London, an der Opéra National de Paris, an der Lyric Opera in Chicago, an der Wiener Staatsoper, im Theater an der Wien und bei den Salzburger Festspielen.
1989 und 1991 gewann er die Toti dal Monte International Competition.
Im Juni 2009 unterschrieb er in Hamburg einen Vertrag mit der Deutschen Grammophon. Auf seiner ersten CD für dieses Label sang er Arien von Georg Friedrich Händel. Die CD erschien Ende August 2009. Eine weitere CD mit Arien von Wolfgang Amadeus Mozart erschien Ende April 2011.
Im Dezember 2014 wurde er mit dem Titel Österreichischer Kammersänger ausgezeichnet.

## Repertoire
Sein Repertoire umfasst viele vor allem klassische Rollen:
- Leporello und Don Giovanni (Don Giovanni)
- Figaro und Graf Almaviva (Le nozze di Figaro)
- Colline (La Bohème)
- Alidoro (La Cenerentola)
- Guglielmo und Don Alfonso (Così fan tutte)
- Bartolo (Il barbiere di Siviglia)
- Dulcamara (L’elisir d’amore)
- Graf Rodolfo (La sonnambula)
- Alfonso d'Este (Lucrezia Borgia)
- Der König (Ariodante)
- Escamillo (Carmen)
- Orbazzano (Tancredi)
- Mustafa, der Bey von Algeri (L’italiana in Algeri)
- Selim, ein türkischer Fürst (Il turco in Italia)
- Heinrich VIII (Anna Bolena)

## Diskografie
- Vivaldi: Bajazet
- Mozart: Don Giovanni (als Leporello)
- Verdi: Requiem
- Rossini: Semiramide
- Mozart: Don Giovanni (Titelpartie)

## DVD
- I Puritani (Teatro Comunale di Bologna)
- L’elisir d’amore (Wiener Staatsopernproduktion)
- Don Giovanni (Theater an der Wien)
- Don Giovanni (Salzburger Festspiele)
- Le nozze di Figaro (Salzburger Festspiele)
- Tancredi (Schwetzinger Festspiele)
- Carmen (Royal Opera House)